# 東セム諸語
東セム諸語（ひがしセムしょご、East Semitic）は、セム語派の下位群のひとつで、主に古代のメソポタミアで使われ、楔形文字で表記された。その主な言語はアッカド語であり、ほかにエブラ語も東セム語に含められることが多い。セム語派は西セム諸語と東セム諸語に大別される。
東セム諸語はすべて消滅している。アッカド語のもっとも新しい形態である後期バビロニア語は西暦100年ごろまで使われた。

## 概要
東セム諸語と西セム諸語は、主に動詞完了形の活用体系によって区別される。東セム諸語では「接頭辞-C1C2VC3」の形をとり、たとえばアッカド語の「切る」（不定形parāsum、語根p-r-s）に対して「私は切った」は a-prus になる。これに対して西セム語では接尾辞を取り、アラビア語の「書く」（語根k-t-b）に対して「私は書いた」は katab-tu になる。西セム語の形は、動形容詞に接語形の主格代名詞を加えることによって二次的に作られた形と解釈される。

## 下位分類

### アッカド語
アッカド語はセム語派でもっとも古い言語資料を持つ言語である。すでに紀元前2600年ごろのシュメール語の資料の中にアッカド語の人名が見えている。アッカド語で書かれた資料は紀元前2350年ごろにはじまり、それから約2500年間にわたって継続的に書かれた。生きた言葉としてはおそらく紀元前500年ごろに衰退し、じょじょにアラム語に置きかえられたが、その後も祭儀や知識人の言語として西暦1世紀まで生きのこった。
紀元前3千年紀のアッカド語を古アッカド語と呼ぶ。紀元前2千年紀にはいるとアッカド語はアッシリア語とバビロニア語の2つの方言に分かれた。時代によって紀元前2000-1500年のものを古バビロニア語・古アッシリア語、紀元前1500-1000年のものを中期バビロニア語・中期アッシリア語、紀元前1000-600年のものを新バビロニア語・新アッシリア語、それ以降のものを後期バビロニア語と呼ぶ。中でも古バビロニア語は古典語としてバビロニアとアッシリアの両方で用いられた。中期以降のアッカド語は中東のリンガ・フランカとして用いられた。
アッカド語は保守的な言語であるが、シュメール語の強い影響を受けており、とくにバビロニア語ではその傾向が強い。

### エブラ語
北西シリアから出土したエブラ語の資料は古アッカド語とほぼ同じ紀元前2400年ごろにさかのぼる。出土した資料の量は15000件にものぼるが、使われた時期は紀元前3千年紀中頃のみである。はじめは西セム語に属すると考えられていたが、研究が進むにつれてこの言語が西セム語に共通な改新形を持たず、アッカド語と共通のいくつかの改新が行われている（男性複数形の語尾や人称代名詞の与格形など）ことが明らかにされた。このため東セム語に属すると考えられることが多くなり、学者によってはアッカド語の初期方言とみなす者すらある。しかし、エブラ語は表記法上の制約が大きく、じゅうぶん研究が進んでいない。